# Chronaxie

1 = Rheobase, 2 = doppelte Rheobase, 3 = Chronaxie

Als Chronaxie bezeichnet man die minimale Zeit, über die ein Reiz mit doppelter Rheobasestärke fließen muss, um gerade noch erregend zu wirken. Im Gegenteil dazu bezeichnet die Hauptnutzzeit die Mindestzeit, die ein Strom bei (einfacher) Rheobasestärke fließen muss, um ein Aktionspotential auszulösen. Sowohl Chronaxie als auch die Hauptnutzzeit sind Nutzzeiten. Es wird also die Länge der bei doppelter Stärke für eine Kontraktion benötigten Zeit gemessen. Der Begriff findet u. a. Verwendung in der Physiotherapie bei der niederfrequenten Impulsstrom-Therapie.
Eine Erregung kann an einer erregbaren Struktur (beispielsweise peripherer Nerv oder Muskel) durch elektrisches Reizen erzeugt werden. Ist die Stärke des Stromes ausreichend hoch, wird ein Aktionspotential ausgelöst. Reizt man jedoch zu niedrig, erfolgt keine Reaktion der Struktur (der Reiz ist „unterschwellig“). Das Gleiche passiert wenn man zu kurz reizt. Ein höherer Strom wirkt dann bei kürzerer Einwirkdauer ähnlich wie ein schwächerer bei längerer Einwirkdauer. Die Kurve, welche die Beziehung zwischen Stromstärke und Zeit beschreibt, verläuft näherungsweise hyperbelförmig und wird auch als Lapicque-Kurve bezeichnet nach Charles Lapicque, der 1909 auch die Begriffe Rheobase und Chronaxie eingeführt hat. Da die Beziehung zwischen Stromstärke und Dauer für die Reizauslösung schon 1901 von dem französischen Arzt und Forscher Georges Weiss beschrieben worden war, gibt es auch die Bezeichnung „Weiss-Lapicque-Kurve“. Weiss hat auch als erster entdeckt, dass für sehr kurze Einwirkzeiten die elektrische Ladung konstant bleibt.
Um die Ansprechbarkeit eines solchen Gewebes präzise zu beschreiben, nutzt man die Begriffe Rheobase und Chronaxie, welche die Beziehung von erforderlicher Reizstärke und Reizzeit vermitteln. 
Alternativ gibt es für sehr kurze elektrische Impulsdauern eine Ladung-Zeit-Kurve, mit welcher sich die Beschreibung kurzer Reize vereinfachen lässt, da die Beziehung zwischen Strom und Reizdauer annähernd linear und die elektrische Ladung damit konstant wird. Dadurch lässt sich die Reizstärke für Impulsweiten bis ca. 100 µs vollkommen unabhängig von Stromstärke und Widerstand beschreiben.